# Chrome Dreams II
Chrome Dreams II è un album di Neil Young pubblicato il 23 ottobre 2007.

## Il disco
È il 30º album in studio del musicista rock canadese, e contiene 10 brani interamente composti dallo stesso Neil.
L'album è stato registrato ai Feelgood's Garage studio di Redwood City (California).

## Tracce
Testi e musiche di Neil Young.
1. Beautiful Bluebird – 4:30
2. Boxcar – 2:47
3. Ordinary People – 18:13
4. Shining Light – 4:46
5. The Believer – 2:43
6. Spirit Road – 6:35
7. Dirty Old Man – 3:20
8. Ever After – 3:35
9. No Hidden Path – 14:33
10. The Way – 5:14

## Formazione
- Neil Young: voce, chitarra, armonica, pianoforte
- Ralph Molina: batteria, percussioni
- Ben Keith: chitarra, chitarra dobro, pedal steel guitar, sax alto, cori
- Rick Rosas: basso, cori

I fiati in Ordinary People sono suonati dai The Blue Note:
- Steve Lawrence: sax tenore
- Larry Cragg: sax baritono
- Claude Cailliet: trombone
- John Fumo: tromba
- Tom Bray: tromba